# NGC 3831
NGC 3831 ist eine linsenförmige Galaxie vom Hubble-Typ S0-a/P im Sternbild Becher. Sie ist schätzungsweise 228 Millionen Lichtjahre von der Milchstraße entfernt.
Das Objekt wurde am 9. März 1828 von John Herschel entdeckt.